# 공동체주의
공동체주의(共同體主義, 영어: communitarianism)는 자유주의에 반대되는 정치사상으로, 20세기 후반에 등장하였다. 마이클 샌델, 앨러스터 매킨타이어, 마이클 왈처, 찰스 테일러 등이 대표적인 학자이다.
개인의 자유를 중시하는 전통적인 자유주의와 개인의 책임을 강조하는 보수주의의 입장을 절충한 입장을 말한다. 또한 공동체주의는 '미덕' 혹은 '덕성'(virtue)이라 불리는 가치를 중시하는 인간중심적 이론이다. 에치오니(Amitai Etzioni) 등이 주창한 공동체주의는 자유주의와 달리 개인의 자유보다는 평등의 이념, 권리(right)보다는 책임(responsibility), 가치중립적 방임보다는 가치판단적 담론을 중시한다. 공동체주의는 근대 개인주의의 보편화에 따른 윤리적 토대의 상실, 즉 고도산업사회화에 따른 도덕적 공동체의 와해와 이기적 개인주의의 팽배에 의한 원자화 등의 현상에 대한 불만의 이론적 표출로 볼 수 있다.
정치철학 용어로서의 공동체주의와 달리 일상용어로서의 공동체주의는 집단주의의 동의어로 쓰이는 편이다.

## 같이 보기
- 사회주의
- 개인주의